# Fritz Juntke
Fritz Juntke (* 3. September 1886 in Samter bei Posen; † 24. September 1984) war ein deutscher Bibliothekar.

## Leben und Wirken
Fritz Juntke studierte Rechtswissenschaft in Breslau und Königsberg. Seit 1907 gehörte er der Alten Breslauer Burschenschaft der Raczeks an. Im Dezember 1912 legte er das Erste Juristische Staatsexamen ab; im Januar 1913 wurde er an der Universität Rostock zum Dr. jur. promoviert.
Anschließend schlug er eine Laufbahn als Bibliothekar ein. Am 1. April 1913 trat er eine Stelle als Volontär an der Staats- und Universitätsbibliothek Breslau an. Die für den weiteren Berufsweg erforderliche Fachprüfung legte er am 17. August 1914 an der Universitätsbibliothek Göttingen ab. Zwischenzeitlich wurde Juntke zum Militäreinsatz im Ersten Weltkrieg eingezogen. Wegen einer Verwundung konnte er seine Arbeit erst 1920 wieder aufnehmen, jetzt an der Staats- und Universitätsbibliothek Königsberg.
Die weiteren Stationen seiner Bibliothekarskarriere waren 1925 die Preußische Staatsbibliothek in Berlin, 1927 die Universitätsbibliothek Greifswald und 1928 die Universitätsbibliothek Halle. In Greifswald und Halle war er als Erster Bibliotheksrat und Stellvertreter des Direktors tätig. Mit einer kurzzeitigen Unterbrechung (1946 bis 1948) blieb Halle der Ort seines gesamten weiteren Berufslebens, seit 1948 als wissenschaftlicher Mitarbeiter der Universitäts- und Landesbibliothek Sachsen-Anhalt.
Juntke ist im Laufe der Jahrzehnte (bis ins höchste Alter) mit zahlreichen Publikationen hervorgetreten. Sein Interesse galt dabei den Bereichen Buchgeschichte, Einbandkunde und Matrikelforschung. Ein besonderes Verdienst hat er sich um die Erforschung der Geschichte der Wallenrodtschen Bibliothek in Königsberg erworben.

## Veröffentlichungen (Auswahl)
- Einigung und Eintragung im Liegenschaftsrechte des Bürgerlichen Gesetzbuches. Gutsmann, Breslau 1913 (Rostock, Jur. Diss. v. 30. Jan. 1913).
- Geschichte der von Wallenrodtschen Bibliothek. Otto Harrassowitz, Leipzig 1927.
- Das deutsche Schrifttum über den Völkerbund: 1917–1925. Struppe & Winckler, Berlin 1927.
- Wie benutzt man die Universitätsbibliothek?, [Greifswald], [1928].
- Die Wolgaster Kirchenbibliothek. In: Zentralblatt für Bibliothekswesen 46 (1929), S. 480–496.
- Magazinierung der toten Literatur. In: Zentralblatt für Bibliothekswesen, Jg. 48, 1931, S. 394–410.
- Die Wiegendrucke der Domstiftsbibliotheken zu Merseburg und Naumburg, Niemeyer, Halle 1940.
- Marcus Brandis und seine Agenda Merseburgensis. In: Gutenberg-Jahrbuch 1944/49.
- Johann Heinrich Zedler’s Grosses Vollständiges Universallexikon. Ein Beitrag zur Geschichte des Nachdruckes in Mitteldeutschland. In: Gottfried Langer: Fritz Juntke zu seinem 70. Geburtstag am 3. September 1956. Verzeichnis seiner 1913–1956 veröffentlichten Druckschriften. Universitäts- und Landesbibliothek Sachsen-Anhalt, Halle (Saale) 1956 (= Schriften zum Bibliotheks- und Büchereiwesen in Sachsen-Anhalt, 15/16), S. 13–32. (Online).
- Matrikel der Martin-Luther-Universität Halle-Wittenberg. Teil 1: 1690–1730. Universitäts- und Landesbibliothek Sachsen-Anhalt, Halle (Saale) 1960 (= Arbeiten aus der Universitäts- und Landesbibliothek Sachsen-Anhalt in Halle a. d. Saale, 2).
- Die Katalogreform der Universitätsbibliothek zu Halle an der Saale durch Otto Hartwig. Universitäts- und Landesbibliothek Sachsen-Anhalt, Halle (Saale) 1967 (= Schriften zum Bibliotheks- und Büchereiwesen in Sachsen-Anhalt, 20).
- Die Inkunabeln der Marienbibliothek zu Halle an der Saale. Geschichte und Katalog. Akademie-Verlag, Berlin (DDR) 1974 (= Beiträge zur Inkunabelkunde, Folge 3, 5).
- Johann August von Ponickau und seine Bibliothek, Universitäts- und Landesbibliothek Sachsen-Anhalt, Halle (Saale) 1987 (= Schriften zum Bibliotheks- und Büchereiwesen in Sachsen-Anhalt, 60).